# Libéralisme britannique

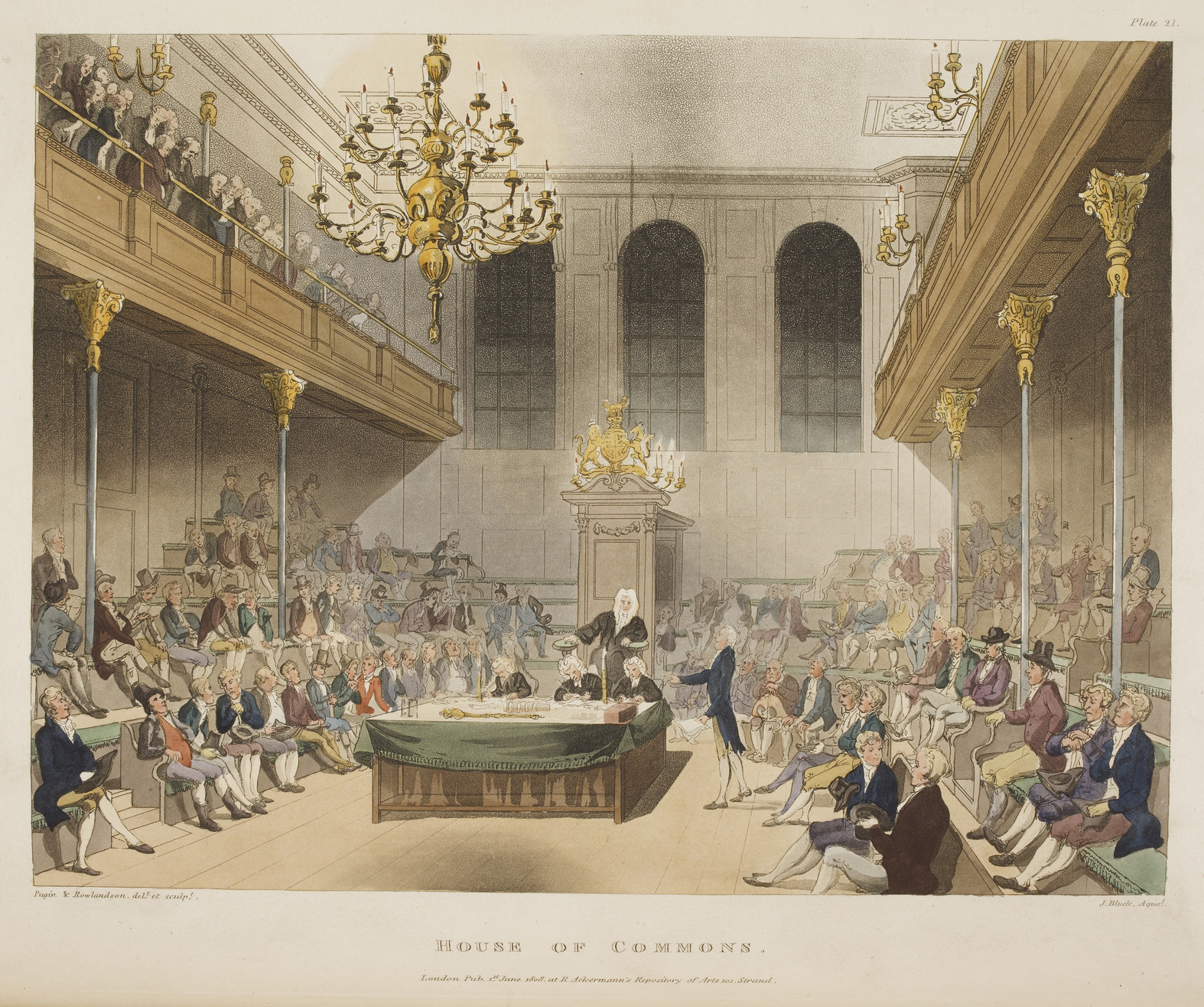
Le parlement britannique (de The Microcosm of London, Thomas Rowlandson, 1808)

Cet article donne un aperçu de l'évolution du libéralisme au Royaume-Uni. Il est limité aux partis libéraux importants, en ayant comme critère le fait d'avoir eu une représentation au parlement. Le signe ⇒ désigne un autre parti dans l'article. Pour l'inclusion dans cet article, il n'est pas nécessaire que les partis soient étiquetés comme libéral.

## Signification du terme
Dans le Royaume-Uni, le mot libéralisme peut avoir plusieurs significations. Les savants utilisent ce terme pour désigner le libéralisme classique, mais il peut à la fois faire référence au libéralisme économique, au libéralisme social ou au libéralisme politique. Il peut aussi simplement se référer à la politique du parti Libéral-Démocrate. Il est cependant important de ne pas le confondre avec le libéralisme américain, qui prend un sens différent outre-atlantique.
Historiquement, le terme fait référence à la politique libérale de l'alliance du XIXe siècle, formé par les partis Whigs, Peelites, et les radicaux. Cette alliance, qui s'est développé dans le Parti Libéral, a dominé la scène politique pour une grande partie du règne de la Reine Victoria et pendant les années précédant la Première Guerre mondiale.
Le libéralisme britannique aujourd'hui se divise en deux grandes écoles : le libéralisme social des Libéraux-Démocrates (membre LI, ELDR) et son homologue du Parti de l'Alliance de l'Irlande du Nord (membre LI, ELDR); et le libéralisme économique du Parti Conservateur qui a été adopté à la fin des années 1970 par l'ancienne Première Ministre Margaret Thatcher, dont les changements fondamentaux de la politique du parti ont eu pour but de s'aligner avec le libéralisme classique et avec son engagement de faible imposition et de la dérégulation économique. Dans son discours à la conférence du parti en 2006, David Cameron a décrit le parti comme un "libéral-conservateur", et dans un discours à Bath le jeudi 22 mars 2007, il s'est décrit lui-même comme un "libéral-Conservateur."

## Histoire

### Le début duXXesiècle et le Nouveau Libéralisme

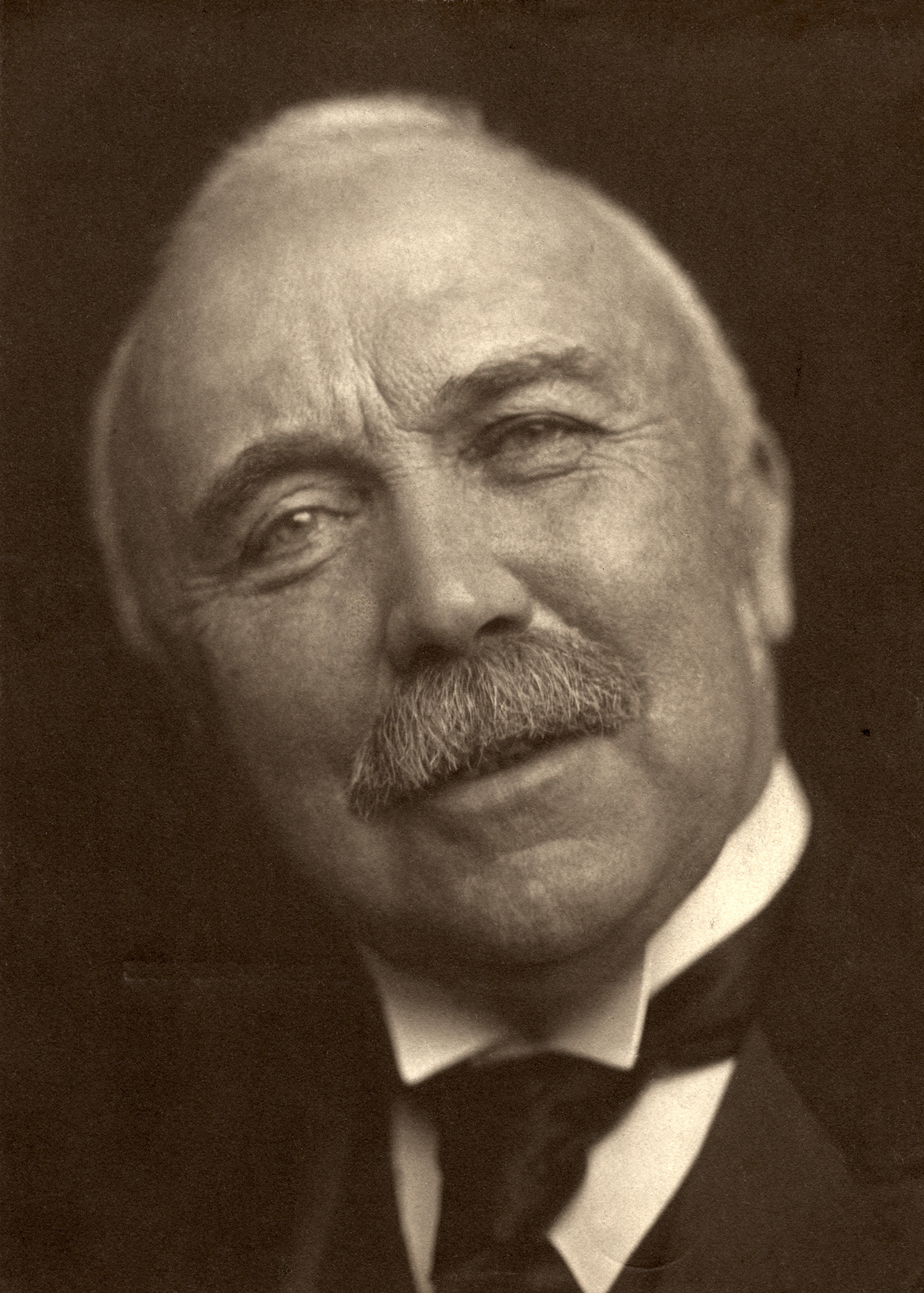
Campbell-Bannerman

Lorsque les Libéraux perdent les élections de 1895, une crise politique secoue le Parti Libéral. Jusqu'à cet événement, le Parti Libéral adhérait au libéralisme Gladstonien, se traduisant par la liberté des marchés, la faible imposition, l'auto-assistance et la liberté de choix. Après 1895, de nombreux Libéraux réclament une réforme politique. Les leaders des réformateurs sont Thomas Hill Green et Herbert Samuel, qui dans la Progressive d'Examen de décembre 1896, déclare que le libéralisme classique a été "vidé et raclé", et réclame plus d'intervention par l'Etat. Samuel propose un "Nouveau Libéralisme" se concentrant sur les pensions de vieillesse, les bourses du travail (emploi-placement des organisations), et l'indemnisation des travailleurs, selon une conception moderne de l'Etat-Providence. De nombreux Libéraux, y compris les futurs premiers Ministres Henry Campbell-Bannerman, Winston Churchill, Herbert H. Asquith et Lloyd George, et les sceptiques du non-interventionnisme sur l'économie et le marché libre, adoptent finalement le Nouveau Libéralisme. Pendant les Gouvernements Libéraux de 1905-1916, l'état-providence est introduit pour aider les plus bas revenus. En 1908, un système de retraite est créé avec les pensions de vieillesse pour les personnes âgées de plus de 70 ans; un impôt sur le revenu est introduit et, en 1911, la Loi sur l'Assurance Nationale est approuvée.
Cependant, la Grande Guerre de 1914 réduit le soutien de la population aux libéraux. Les libéraux eux-mêmes se séparent en deux factions en 1918: les partisans d'Asquith et les coupons de George. Tandis qu'Asquith devient chef de l'opposition, George forme une coalition avec le chef conservateur Bonar Law, le premier ministre. Cependant, le conflit interne des libéraux amène de nombreux réformateurs et électeurs radicaux à adhérer au parti travailliste, tandis que davantage de libéraux conservateurs fusionnent avec les conservateurs dirigés par Stanley Baldwin. Les élections générales de 1924 marquent la fin du Parti libéral en tant que force gouvernementale. Cependant, le Nouveau libéralisme est resté l'idéologie préférée du Parti libéral jusqu'à sa dissolution en 1988, où il se constitue dans le parti libéral-démocrate.

### Le Néolibéralisme des années 1980

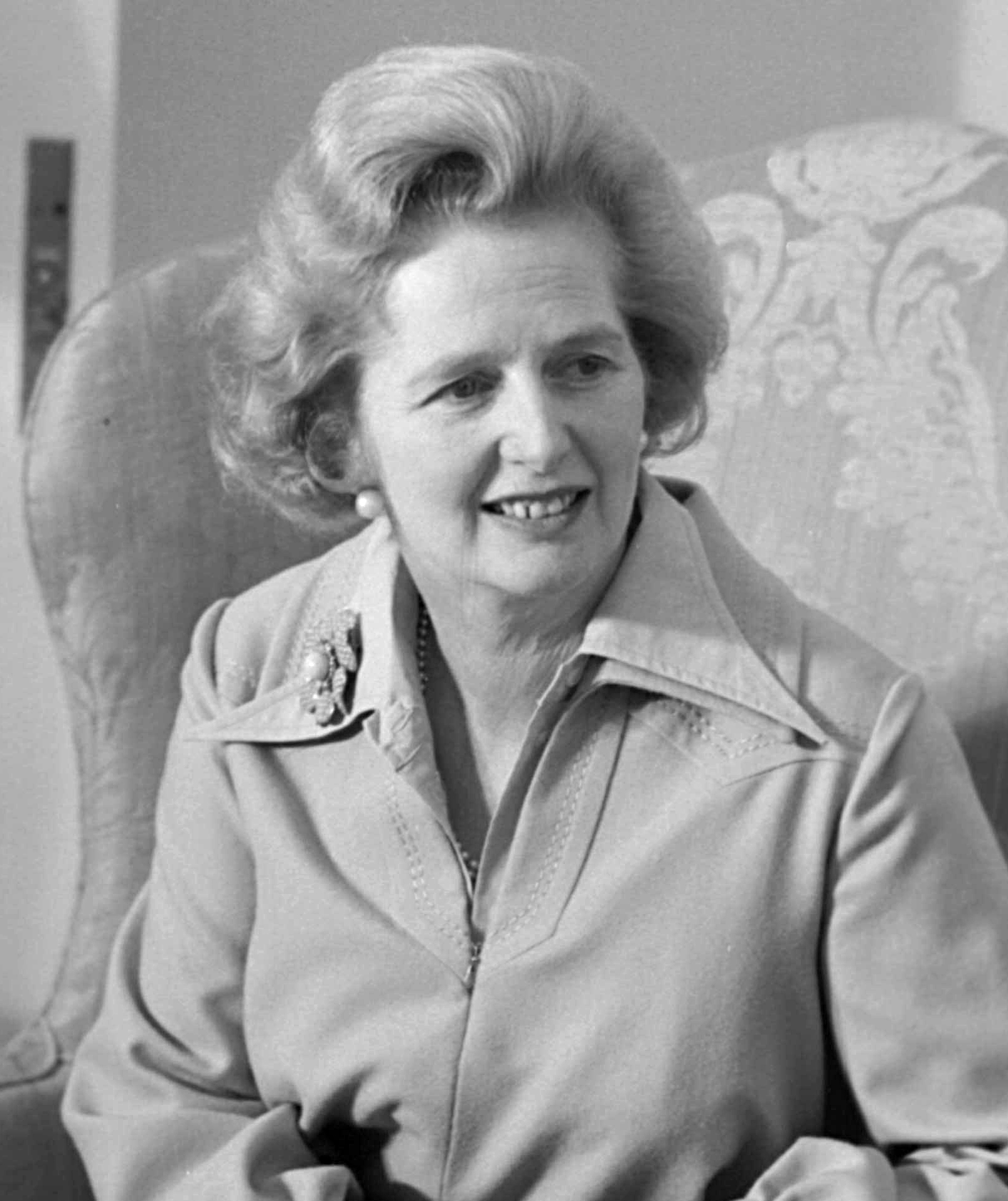
Margaret Thatcher

La montée de Margaret Thatcher en tant que chef du Parti conservateur à l'élection de 1975 a inauguré une renaissance de l'ancien libéralisme de Gladstone, partisan du laissez-faire économique des principes libéraux. Le Royaume-Uni connaît dans les années 1970 une forte période d'inflation, avec des taux d'inflation de plus de 20% au moment de l'élection. Le chômage est également élevé, et l'hiver 1978-79 est marqué par une série de grèves, connues comme l' "Hiver du Mécontentement".
Thatcher a conduit son parti à la victoire lors des élections générales de 1979 avec un manifeste, se concentrant davantage sur la partie philosophique et idéologique que sur le programme en lui-même. Cette philosophie est depuis connue sous le nom thatchérisme et se concentre sur le rejet du Consensus d'après-guerre qui tolérait ou encourageait la nationalisation, les syndicats, la lourdeur des réglementations, des impôts élevés, ainsi qu'un état-providence. Le thatchérisme se trouve dans la lignée idéologique du libéralisme guidé par des intellectuels comme Friedrich Hayek et Milton Friedman. Thatcher est convaincu que trop de politiques social-démocrates conduirait à un déclin à long terme de l'économie Britannique. En conséquence, son gouvernement mène un programme de libéralisation économique, contenant des mesures telles que l'adoption d'un libre-marché public de services basée sur la vente de la propriété publique des industries et des services publics, ainsi qu'une réduction de la puissance des syndicats, convaincu que les syndicats ralentissent le progrès économique, avec l'application des grèves "wildcat", le maintien des salaires à un niveau artificiellement élevé et en forçant les industries non rentables à rester ouvertes.
Le thatchérisme se traduit par une faible inflation, un non-interventionnisme, des marchés libres grâce à un contrôle serré de l'offre de monnaie, des manœuvres de privatisation et des contraintes sur le mouvement ouvrier. Il est un élément clé du mouvement économique libéral mondial, et est souvent comparé aux Reaganomics aux États-Unis, le Rationalisme Économique en Australie ou encore aux Rogernomics en Nouvelle-Zélande. Le thatchérisme se rapproche également du libéralisme classique.
Milton Friedman déclare en 1982 que "Margaret Thatcher n'est pas en termes un Tory. Elle est l'une des Libéraux du XIXe siècle." Thatcher déclare elle-même en 1983 : "je parie que si M. Gladstone était vivant aujourd'hui, il demanderait à rejoindre le Parti Conservateur." En 1996, à la conférence commémorative de Keith Joseph, Thatcher a fait valoir que "Le genre de Conservatisme que lui et moi défendions serait mieux décrit comme "libéral", dans l'ancien sens. Et je veux dire le libéralisme de M. Gladstone, pas des collectivistes."

## Chronologie des partis Libéraux en Grande-Bretagne

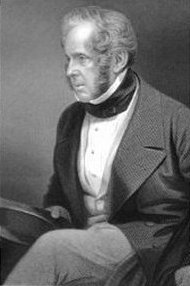
Le Vicomte Palmerston

### De 1859 à 1899

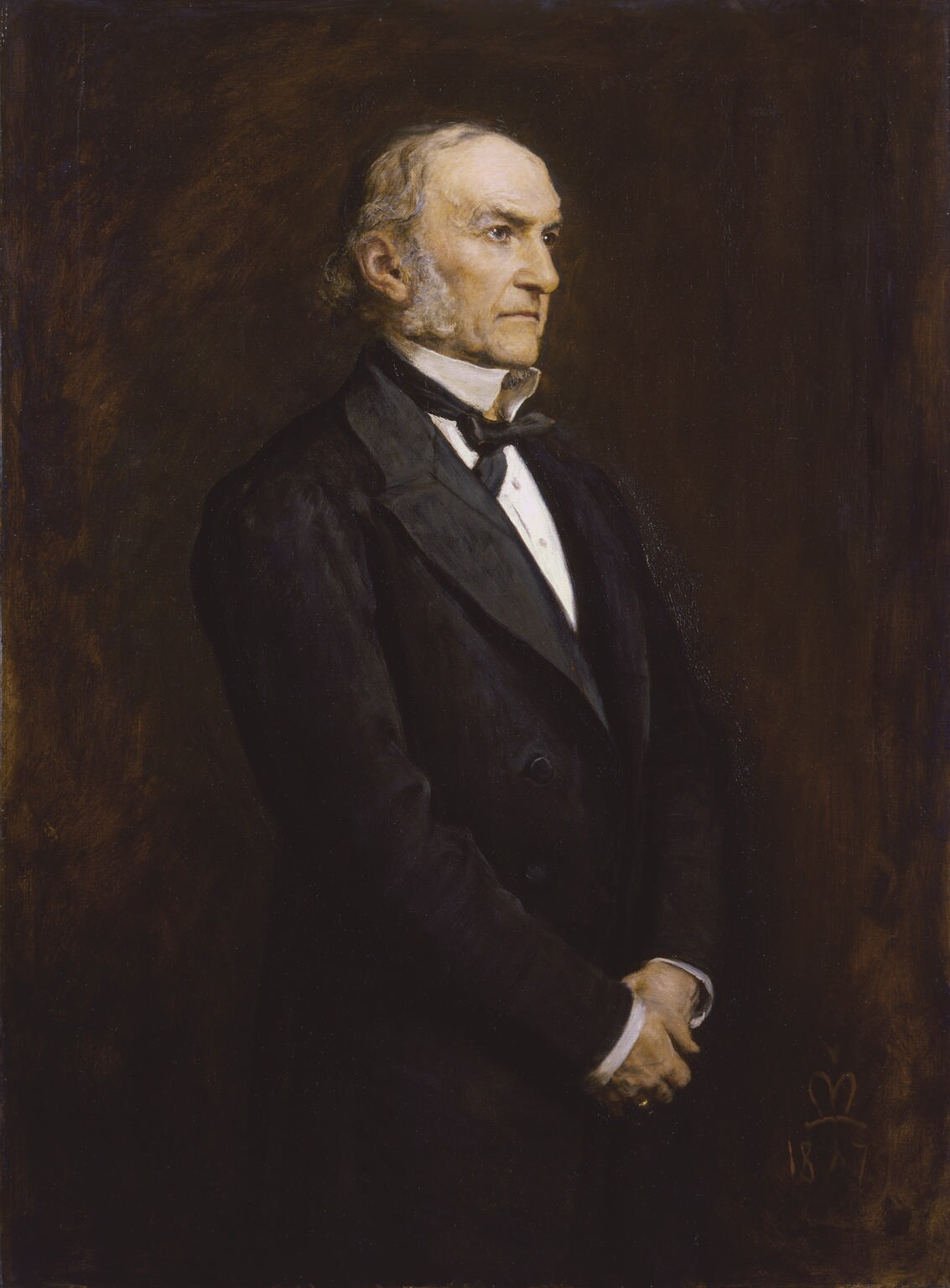
William Gladstone

1859
Les Whigs fusionne avec les Peelites et Radicaux dans le Parti Libéral. Le Parti Libéral remporteune majorité globale aux élections générales de 1859, avec 356 sièges. Henry John Temple (Lord Palmerston) devient Premier Ministre pour la deuxième fois.
1865
Le Parti Libéral remporte une majorité globale en 1865 aux élections générales, avec 369 sièges. Lord Palmerston meurt dans son bureau et est remplacé par le comte John Russell.
1868
Majorité globale pour le parti libéral aux élections de 1868, avec 387 places. William Ewart Gladstone devient Premier Ministre.
1874
Le Parti Libéral perd les élections générales de 1874, en ne gagnant que 242 sièges. Un Gouvernement Conservateur est formé.
1880
Le Parti Libéral forme une majorité globale aux élections, avec 352 sièges. Gladstone est Premier Ministre pour la deuxième fois.
1885
Les libéraux possèdent 319 sièges, mais ne parviennent pas à former une majorité, les Nationalistes Irlandais détenant la balance du pouvoir.
1886
Les adversaires de l'Irish Home rule dans le Parti Libéral, dirigé par Lord Hartington et Joseph Chamberlain, font sécession pour former le Libéral Parti Unioniste. Le Parti Libéral perd l'élection générale de 1886, avec seulement 191 sièges. Le parti Libéral-Syndicalistes gagne 77 sièges et de façon informelle, coopérant avec le nouveau Gouvernement Conservateur.
1892
272 sièges pour le parti libéral en 1892. Gladstone devient Premier Ministre pour la quatrième fois en formant un gouvernement minoritaire dépendant des Nationalistes Irlandais. Le parti Libéral-Syndicalistes a 45 sièges.
1894
Gladstone démissionne de son poste de Premier Ministre. Son successeur est Archibald Primrose, 5e Comte de Rosebery.
1895
Le Parti Libéral perd les élections générales de 1895, avec seulement 177 sièges. Le parti Libéral-Syndicalistes obtient 71 sièges et forme avec les Conservateurs un Gouvernement Unioniste.

### De 1900 à 1944

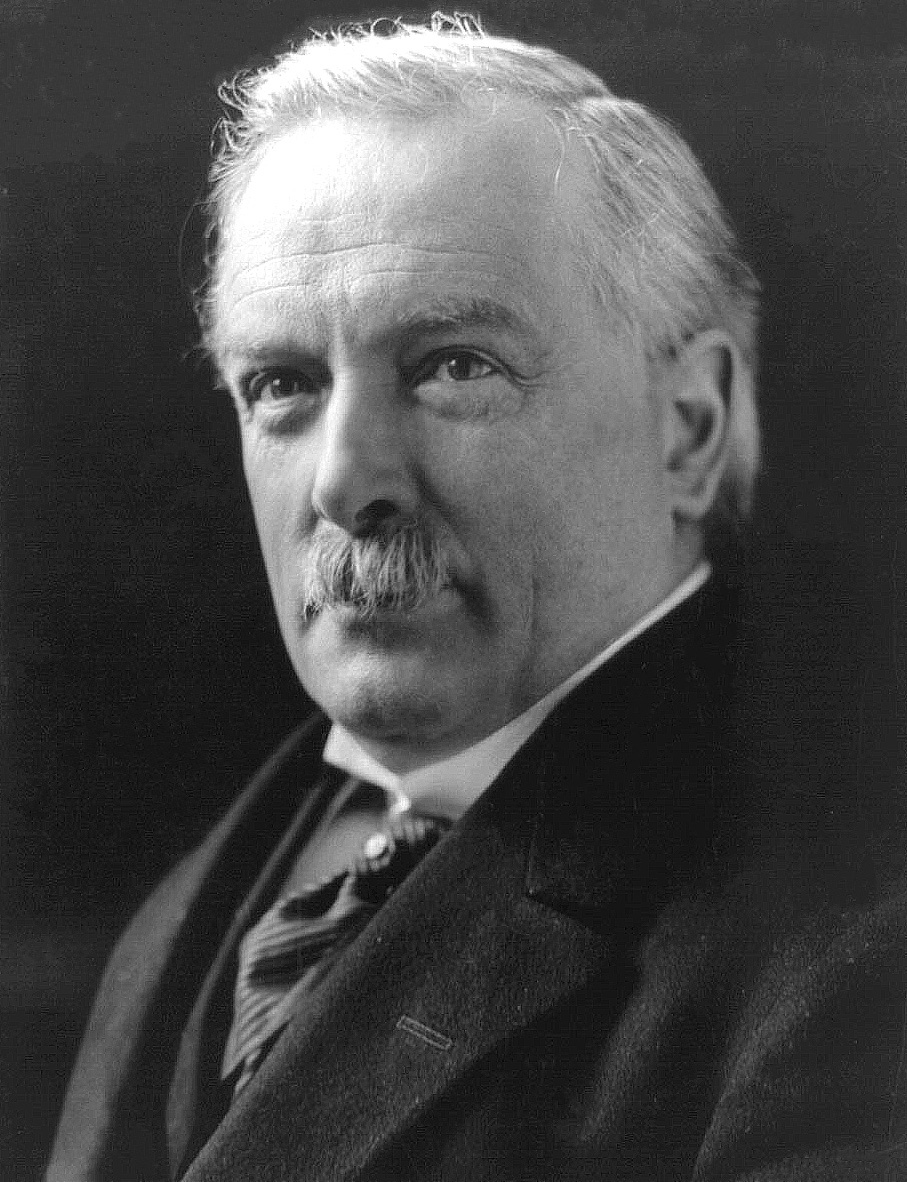
David Lloyd George

1900
Le Parti Libéral emporte 184 sièges dans les élections générales de 1900. Le parti Libéral-Syndicalistes prend 68 sièges, et forme encore avec les Conservateurs un gouvernement unioniste.
1906
Retour du parti libéral au pouvoir. Il rassemble 396 places aux élections générales de 1906. Henry Campbell-Bannerman devient Premier Ministre. Ces élections s'avèrent être la plus grande victoire des Libéraux, et aussi la dernière fois qu'ils remportent la majorité absolue des sièges. Le parti Libéral unioniste n'a que 25 places.

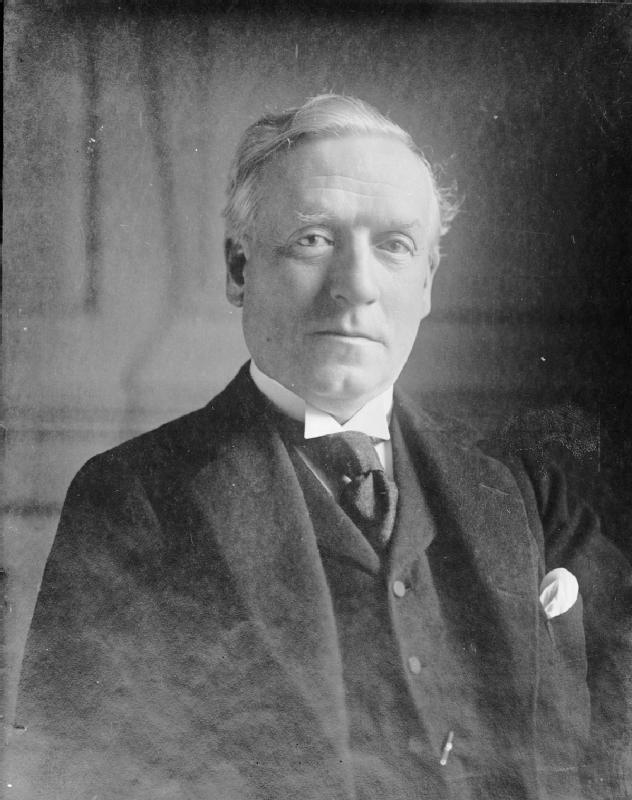
H. H. Asquith

1908
Henry Campbell-Bannerman démissionne et est remplacé par H. H. Asquith.
1910
Le Parti Libéral remporte 274 sièges et les Libéraux-Syndicalistes 32 aux élections de janvier 1910. Asquith forme un gouvernement avec le soutien des Nationalistes Irlandais. Une autre élection est tenue en décembre, à laquelle le Parti Libéral rassemble 272 places et le parti Libéral unioniste seulement 36.
1912
Le parti Libéral-unioniste fusionne avec les Conservateurs pour former l'actuel Parti conservateur Unioniste (connu sous le nom de Parti Conservateur).
1915
Après plusieurs revers pendant la Première Guerre Mondiale, H. H. Asquith invite les Conservateurs à former un gouvernement de coalition pour faire face à la guerre. Cet évènement marque la fin du dernier gouvernement Libéral.
1916
H. H. Asquith perd le soutien du Parti Conservateur et David Lloyd George devient Premier Ministre. Le Parti Libéral est désormais scindée en deux factions : le camp soutenant Lloyd George et celui suivant Asquith.
1918
À la fin de la guerre, une élection générale a eu lieu. Le Parti Libéral est resté divisé : la Coalition des Libéraux, guidée par Lloyd George remporte 127 places, alors qu'Asquith ne rassemble que 36 sièges. Lloyd George reste Premier Ministre avec l'appui des Conservateurs.
1922
Lloyd George est contraint de démissionner après la perte de soutien de la part des Conservateurs. En 1922, Lloyd George fonde les Nationaux Libéraux et gagne 53 sièges, tandis que Asquith conduit les Libéraux à gagner 62 places.
1923
Les Nationaux-Libéraux et les libéraux d'Asquith sont réunies en faveur de la liberté du commerce et le Parti Libéral gagne 158 sièges aux élections générales de 1923. C'est la dernière élection où les Libéraux gagnent plus de 100 sièges.
1924
Le Parti Libéral est presque anéanti et rassemble seulement 40 places aux élections de 1924.
1929
Le Parti Libéral remporte 59 places aux élections générales.
1931
Le Parti Libéral s'engage à rejoindre le Gouvernement National. Après la proposition du gouvernement de lutter contre l'élection d'un mandat sur les tarifs, le Parti Libéral se divise en trois groupes. Une faction, dirigée par Jean-Simon, soutient le protectionniste de la politique du gouvernement et forme le Parti National Libéral. Lloyd George mène mène un autre groupe : les Indépendants Libéraux. Le troisième groupe, les « officiels » du Parti Libéral, sont dirigés par Herbert Samuel. En Aux élections, le parti Libéral-National remporte 35 sièges, les "officiels" Libéraux 33, et les Indépendants Libéraux seulement 4 places.
1933
Les officiels libéraux quittent le gouvernement national.
1935
En 1935, le parti Libéral-National remporte 33 places, les "officiels" Libéraux 21 et les Indépendants Libéraux 4 sièges. Lloyd George, des Indépendants Libéraux, fusionne avec l' "officiel" du Parti Libéral après l'élection générale. Le parti Libéral National reste dans le Gouvernement National.
1940
Le Parti Libéral et le Parti National Libéral rejoignent le Gouvernement de Guerre de Churchill.

### De 1945 à nos jours
1945
12 sièges pour le parti libéral et 11 pour le parti Libéral National lors des élections législatives de 1945.
1947
Le Parti Libéral National est rebaptisé Parti National-Libéral et fusionne officiellement avec le Parti Conservateur.
1950
Le Parti Libéral remporte 9 places aux élections générales. Les candidats conservateurs, toujours sous l'étiquette national-libéral, obtiennent 17 sièges.
1951
Aux élections législatives de 1951, le Parti Libéral remporte 6 sièges. Les Nationaux Libéraux conservateurs gagnent 19 sièges, et forment avec les Conservateurs un Gouvernement Conservateur.
1955
Le parti National Libéral, toujours allié aux conservateurs, rassemble 21 sièges aux élections générales, et participe encore au gouvernement. Le Parti Libéral remporte 6 sièges.
1959
Le Parti Libéral ne gagne encore une fois que 6 sièges aux élections législatives de 1951. les National Libéraux, eux, remportent 19 sièges, et forment toujours avec les Conservateurs un Gouvernement Conservateur.
1964
9 sièges pour le parti libéral et 6 pour les National Libéraux aux élections générales de 1964.
1966
Le Parti Libéral gagne 12 places aux élections générales, tandis que les National Libéraux seulement 3.
1968
Les Nationaux-Libéraux fusionnent totalement avec le Parti Conservateur.
1970
Le Parti Libéral remporte 6 sièges aux élections de 1970.
1974
Le Parti Libéral remporte 14 sièges aux élections générales de février et détient alors la balance du pouvoir. Aux nouvelles élections d'octobre, Le Parti Libéral gagne 13 sièges.
Margaret Thatcher devient chef du Parti Conservateur et le parti adopte la philosophie libérale du thatchérisme.
1979
Le Parti Conservateur remporte une victoire écrasante aux élections générales de 1979, avec 339 sièges, quand le Parti Libéral ne prend que 11 sièges.
1981
Une faction du Parti Travailliste fait sécession pour former le Parti Social-Démocrate (SDP).
1983
Une politique d'alliance entre le Parti Libéral et le SDP est mise en place. Le Parti Libéral remporte 17 sièges et le SDP 6 places aux élections générales de 1983. Les Conservateurs accumulent une autre victoire écrasante, avec 397 places.
1987
Les Conservateurs remporte encore une fois les élections, avec 376 sièges. L'alliance du parti Libéral–SDP gagne 22 sièges aux élections générales de 1987.
1988
Le Parti Libéral fusionnent avec SDP dans les Libéraux-Démocrates. Des opposants à la fusion se forment.
1992
Les Conservateurs gagnèrent une autre victoire avec 336 sièges et les nouveaux Libéraux-Démocrates gagnèrent 20 places dans l'élection générale de 1992.
1997
Le parti Conservateur gagne 165 sièges et les Libéraux-Démocrates 46 à l'élection générale de 1997.
2001
Les Libéraux-Démocrates rassemble 52 places aux élections générales de 2001. Les Conservateurs gagnent 166 sièges.
2002
Un groupe dissident du Parti Conservateur, le Pro-Euro Parti Conservateur, fusionne avec les Libéraux-Démocrates.
2005
Les Conservateurs gagnent 198 sièges et les Libéraux-Démocrates 62 places aux élections générales de 2005.
2010
Les Conservateurs gagnent l'élection générale avec 306 sièges. Les Libéraux-Démocrates remportent 57 sièges. Sans contrôle global, les deux parties forment un gouvernement de coalition.
2015
Les Conservateurs gagnent les élections avec plus de 330 sièges. C'est la fin de la coalition, les Libéraux-Démocrates sont presque anéanties ne rassemblent que 8 sièges.
2017
Autre victoire aux élections pour les Conservateurs, avec 317 sièges, alors que 12 sièges vont aux Libéraux-Démocrates.

## Chronologie des partis Libéraux en Irlande du Nord
1956
L'Ulster de l'Association Libérale est formé, et est bientôt rebaptisé l' Ulster Parti Libéral.
1969
Le Parti de l'Alliance de l'Irlande du Nord est formé.
1985
L'Ulster Parti Libéral champs de son dernier candidat en Irlande du Nord, de l'élection et par la suite approuve les candidats de l'Alliance à la place.
1988
Une petite branche des Libéraux-Démocrates est formé dans le Nord de l'Irlande. Comme l'Ulster Parti Libéral, il prend en charge l'Alliance des candidats du Parti aux élections.
2010
Le Parti de l'Alliance du Nord de l'Irlande gagne 1 place aux élections générales.